# Hygroskopie

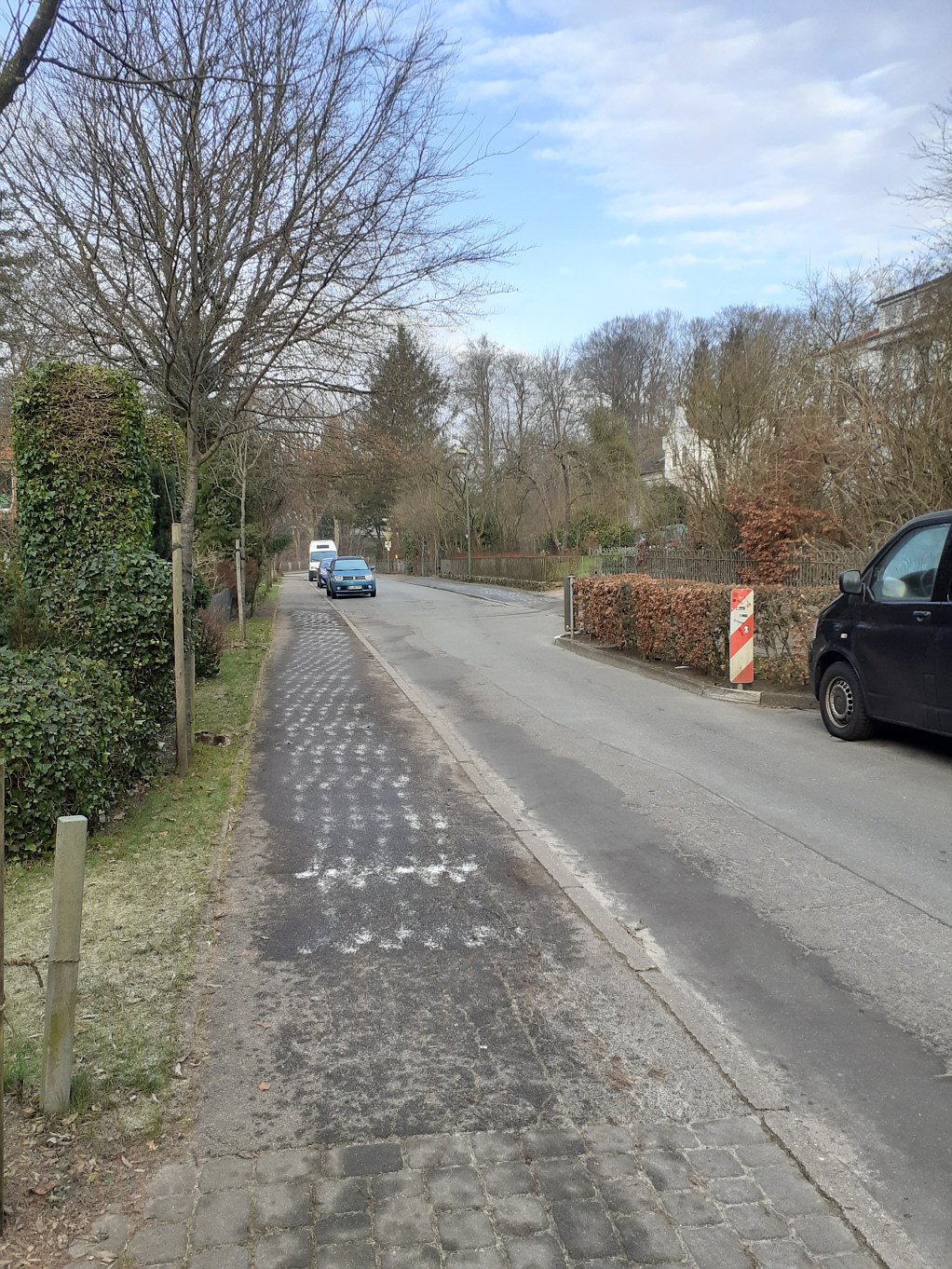
Der Gehweg erscheint dort dunkler, wo das Streusalz Luftfeuchtigkeit gebunden hat

Hygroskopie (altgriechisch ὑγρός hygrós ‚feucht‘, ‚nass‘ und σκοπεῖν skopeĩn ‚anschauen‘) oder Hygroskopizität bezeichnet in der Chemie und Physik die Eigenschaft von Stoffen, Feuchtigkeit aus der Umgebung zu binden. Meist findet die Aufnahme in Form von Wasserdampf aus der Luftfeuchtigkeit statt. Die Anlagerung der Wassermoleküle wird als Adsorption bezeichnet. Bei sinkender Umgebungsfeuchte geben viele Stoffe die Feuchtigkeit wieder ab (Desorption).
Im Gegensatz dazu bezeichnet Hydroskopie (ὕδωρ hydor ‚Wasser‘) das Wünschelrutengehen und die mantische Wasserbeschauung.
Neben der Gewichtszunahme durch die Einlagerung von Wassermolekülen können sich dabei auch weitere Eigenschaften des Materials ändern. Stoffe können in Lösung gehen oder mit dem Wasser reagieren. Feststoffe können zerfließen oder verklumpen.
Die Menge des aus der Luftfeuchtigkeit aufgenommenen Wassers hängt insbesondere von den spezifischen Materialeigenschaften (Sorptionsverhalten) sowie von der relativen Luftfeuchte (r.H.) ab. Bei konstanten Umgebungsbedingungen stellt sich die Gleichgewichtsfeuchte ein. Der Zusammenhang von Wassergehalt und Umgebungsfeuchte wird häufig in der Sorptionsisotherme graphisch dargestellt.
Die Sorptionsisotherme poröser hygroskopischer Stoffe hat in der Regel einen S-förmigen Verlauf.
Bei steigender Temperatur sinkt die Wasseraufnahmefähigkeit der meisten Stoffe.
Einige kristalline Stoffe wie hygroskopische Salze, Zucker, Kalisalz oder Weinsäure nehmen in mäßig feuchter Umgebung kaum Wasser auf. Ab einer gewissen Umgebungsfeuchte dann aber plötzlich sehr viel, aus dem Anhydrid kann ein Hydrat werden. Alle wasserlöslichen Salze zeigen dieses Verhalten, das als Deliqueszenz bezeichnet wird.

Bei einigen Salzen ändert sich durch Feuchteaufnahme die Kristallstruktur.
An dichten Oberflächen wie denen von Metallen und Glas findet keine oder nur eine verzögerte chemische Reaktion (Chemisorption) mit angelagerten Wassermolekülen statt. Die Bindung des Wassers an das Material wird hier als Physisorption bezeichnet.
Die Wasseranlagerung an Zeolithen ist komplex. Hygroskopische Zeolithe werden als Trockenmittel eingesetzt.

## Erwünschte Effekte

### Bei Textilien
Das Feuchteaufnahmevermögen textiler Faserstoffe aus der Dampfphase wird als Hygroskopizität bezeichnet. Es hängt ab von dem Vorhandensein hydrophiler Gruppen in der Makromolekülkette oder als Seitengruppe, von der Zugänglichkeit dieser Gruppen für die von außen einwirkende Feuchte und von der Größe und Häufigkeit von Poren.   Als Messgröße zu deren Kennzeichnung dient die Feuchteaufnahme in Prozent in Abhängigkeit vom Umgebungsklima.

### Bei Lebensmitteln
Hygroskopische Feuchthaltemittel dienen als Weichmacher in Lebensmitteln, indem sie das Hartwerden verhindern (beispielsweise Sorbit in Marzipan).

### Hygroskopie bei Baumaterialien
Hygroskopische Baumaterialien können Feuchtigkeit aufnehmen und speichern. Hygroskopische Bauteiloberflächen wie mineralische Putze, organische Bodenbeläge und Holz können eine schnelle Erhöhung der Luftfeuchtigkeit eines Raumes (etwa beim Duschen, Kochen oder Trocknen von Wäsche) ausgleichen und so das Raumklima verbessern.
Die meisten der traditionell in Wohnräumen eingesetzten Baustoffe wie Holz, Schafwolle, Stroh, Ziegel, Kalk und Lehm sind stark hygroskopisch.
Luftdurchlässige oder sehr diffusionsoffenen Außenwände können im Winter auffeuchten, wenn eindringende Luftfeuchtigkeit in der kalten Wand am Taupunkt kondensiert. Um dies zu verhindern kann der Wasserdampfdiffusionswiderstand (Wasseraufnahmekoeffizient) durch eine Dampfsperre erhöht werden.
Die Feuchteaufnahme von außen wird unter anderen von der Schlagregendichtheit der Wandoberfläche bestimmt.
Poröse organische Baustoffe wie Ziegel und Beton haben eine s-förmige Sorptionsisotherme. Nach einem anfänglichen schnellen Anstieg bei minimaler Umgebungsfeuchte verharrt der Wassergehalt über einen weiten Bereich bei rund 2 % des Gewichts und steigt schließlich erst ab 80 % relativer Luftfeuchtigkeit (r.H.) aufgrund der einsetzenden Kapillarkondensation wieder stärker an.
Bei einer relativen Luftfeuchtigkeit von 95 % endet der gewöhnliche Hygroskopische Bereich bzw. Sorptionsfeuchtebereich und es folgt der Kapillarwasserbereich bis zur freien Wassersättigung. Eine vollständige Füllung aller Poren ist nur im Übersättigungsbereich durch lange Lagerung im Wasser oder unter Druck möglich.
Bei organischen Stoffen wie Holz ist die Kurve ebenfalls leicht s-förmig, steigt aber insgesamt gleichmäßiger an. Mit dem aufgenommenen Wasser bilden sich Wasserstoffbrückenbindungen, wobei das Material quillt und sich die mechanischen Eigenschaften verändern.

### Verwendung hygroskopischer Substanzen als Trockenmittel im Labor
Wenn im chemischen Labor kleine Mengen feuchter Substanzen bei Zimmertemperatur getrocknet werden sollen, bedient man sich eines geschlossenen ggf. evakuierten Exsikkators, der mit einem Trockenmittel versehen wurde, oder eines mit Trockenmittel gefüllten Rohres, um einen Gasstrom zu trocknen. Das Trockenmittel ist hygroskopisch und entzieht der Gasphase kontinuierlich Feuchtigkeit. So wird die zu trocknende Substanz oder das Gas nach und nach schonend bei Umgebungstemperatur – also ohne Erhitzung, die zu einer eventuellen Zersetzung führen könnte – getrocknet. Als Trocknungsmittel dienen:
- Kieselgel oder Silikagel bzw. Silicagel
- konzentrierte Schwefelsäure
- gekörntes Calciumchlorid
- Natriumhydroxid-Pellets
- Kaliumhydroxid-Pellets
- Magnesiumperchlorat
- di-Phosphorpentoxid (P4O10)

### Verwendung hygroskopischer Substanzen zum Trocknen von Räumen
Im Handel werden siebförmige Behälter mit zugehörigem untergesetztem Wasserbehälter zum Trocknen von Räumen angeboten. Sie werden mit Calciumchlorid befüllt, das sich durch das aufgenommene Kristallwasser auflöst und abtropft. Deren Verwendung ist allenfalls in unbewohnten Räumen sinnvoll. In bewohnten Räumen wird durch die Atemluft beim Ausatmen und durch Transpiration soviel Feuchte erzeugt, dass diese Methode versagt.

### Binden von Stäuben
Wässrige Lösungen hygroskopischer Salze werden auf Asche-Sportplätzen aufgebracht, um der Staubaufwirbelung bei Trockenheit vorzubeugen. Im Steinkohlenbergbau wurden solche Lösungen mit Zugabe eines Netzmittels in Strecken versprüht, um den sich sammelnden Kohlestaub zu binden und einer Staubexplosion vorzubeugen.

## Unerwünschte Effekte
Hygroskopie ist in der Praxis oft unerwünscht, zum Beispiel wenn Kochsalz (aufgrund eines geringen Gehalts an Magnesiumchlorid) durch aufgenommene Luftfeuchtigkeit verklumpt. Um dies zu verhindern, wird Magnesiumsilikat als Lebensmittelzusatzstoff bzw. Trennmittel zugesetzt. Auch in anderen Bereichen ist dieser Effekt von Bedeutung. Die Feuchtigkeitsaufnahme von Kochsalz ist durch die relative Luftfeuchtigkeit bestimmt. Oberhalb einer relativen Luftfeuchtigkeit von etwa 75 % rHd (Deliqueszenzfeuchte) nimmt Kochsalz so viel Wasser aus der Luft auf, dass es in Lösung geht. Der Bereich zwischen 35 % rHd und 75 % rHd ist geprägt von einer monomolekularen Belegung mit Wassermolekülen.
Bei Zuckerwaren (Bonbons und Lollies) verändert sich durch Hygroskopie die Oberfläche: transparente Produkte werden matt, glatte Oberflächen kleben, glänzende Bonbons (z. B. Goldnüsse und Seidenkissen) verlieren den Glanz (Fachbegriff „Absterben“) und Schokolade überzieht sich mit Zuckerreif. Minderwertige Ware mit hohem Wassergehalt zerläuft (Fachbegriff „kaltes Fließen“). Honig ist hygroskopisch und geht bei zu hohem Wassergehalt in Gärung, weswegen nach der deutschen Honigverordnung im Allgemeinen nur ein maximaler Wassergehalt von 20 % zulässig ist.
Im Modellbau ist der hygroskopische Effekt unerwünscht.  Der für Glühzündermotoren verwendete Treibstoff enthält Methanol, welches hygroskopisch ist. Bei unsachgemäßer Lagerung kann er so unbrauchbar werden.
Im Bauwesen ist hygroskopisches Material bei bewitterten Bauteilen von Nachteil, da Wasser im Baumaterial bei Frost zu Eis umgewandelt wird. Die Eiskristalle haben ein größeres Volumen als das Wasser und können zum Abplatzen oder zur Zerstörung von inneren Strukturen des Materials führen. Deshalb werden bei sensiblen Bauteilen frostunempfindliche, d. h. nicht hygroskopische  Materialien gefordert.
Die Bremsflüssigkeit von Fahrzeugen ist hygroskopisch. Mit steigendem Wasseranteil sinkt ihr Siedepunkt. Durch die beim Bremsen entstehende Hitze kann das Wasser Dampfblasen bilden. Diese sind als Gas komprimierbar und der bremsende Fahrer tritt „ins Leere“. Aus diesem Grund wird ein zweijährlicher Wechsel der Bremsflüssigkeit empfohlen.
Bei Papierkondensatoren können über die Jahre durch das hygroskopische Kondensatorpapier Leckströme entstehen, die bis zur Zerstörung eines Teils oder des gesamten Gerätes führen. Alte Papierkondensatoren, die besonders in der Rundfunktechnik bis in die 1960er verwendet wurden, weisen fast ausnahmslos Leckströme auf und können bis zum Brand führen oder anderweitig Schaden im Gerät verursachen.